# Black Creek Canal orthohantavirus
Black Creek Canal orthohantavirus (англ.), ранее Black Creek Canal virus, — вид вирусов из семейства Hantaviridae порядка Bunyavirales. Вызывает лёгкую форму хантавирусного кардиопульмонального синдрома в Соединённых Штатах Америки. Чаще всего случаи заражения вирусом встречаются в штате Флорида. В 2017 году в связи с выделением порядка Bunyavirales и ревизией рода Hantavirus название вида изменено, как и у большинства других относящихся к порядку таксонов.
Как и в случае с Bayou orthohantavirus, основным естественным переносчиком вируса является щетинистый хлопковый хомяк (Sigmodon hispidus). Распространение вируса происходит очень быстро — в течение нескольких дней после заражения РНК обнаруживается в большинстве внутренних органов, слюне и прочих органических жидкостях. Исследования показали, что внутри вида вирус распространяется с одинаковой скоростью вне зависимости от пола и возраста. Кроме того, носители вируса в очень короткие сроки заражали всех своих соседей по клетке. Также отмечено, что вирус передаётся от матери потомству несмотря на высокую концентрацию антител.
Как и в случае с большинством хантавирусов, передача человеку осуществляется через вдыхание выделений грызунов, смешанных с пылевыми частицами. Отмечена сезонная зависимость вспышек заражений вирусом — пик заболеваний приходится на весенне-летний период. Исследователи связывают эту особенность с использованием навесов, палаток, а также кабинок для отдыха.